# Wetzlarer Studiochor
Der Wetzlarer Studiochor war ein Gemischter Chor christlicher Musik evangelikaler Prägung. Er ging aus der Produktionstätigkeit Margret Birkenfelds im Buch- und Schallplattenverlag Hermann Schulte zunächst als HSW Studiochor hervor, wurde entsprechend der Umfirmierung des Verlags im Jahr 1980 in S+G Studiochor umbenannt und schließlich vereinheitlicht als Wetzlarer Studiochor bezeichnet – vor allem in Abgrenzung zum in Besetzung und Chorklang zu unterscheidendem nachfolgenden Schulte & Gerth Studiochor unter der Leitung von Jochen Rieger.

## Geschichte
Der Wetzlarer Studiochor formierte sich in den 1960er Jahren aus der Chorarbeit Margret Birkenfelds mit dem Wetzlarer Evangeliumschor, der als Chor des Buch- und Schallplattenverlag Hermann Schulte gegründet worden war. Mit dessen wachsendem Betätigungsspektrum – unter anderem vermehrten Konzertengagements – jedoch versammelte die Chorleiterin für einzelne Studioprojekte immer wieder ausgewählte Sänger zu einer deutlich kleineren Gesangsformation, die auf den Schallplatten zunächst unspezifisch und unterschiedlich als Kleiner Chor, Doppelquartett oder Mitglieder des Wetzlarer Evangeliumschores bezeichnet wurde. Im weiteren Verlauf etablierte sich die Bezeichnung HSW Studiochor, die jedoch als Sammelbegriff sämtlicher namenloser Spezial-Chöre unterschiedlichster Produzenten des Verlags diente (HSW stand dabei als Akronym für: Buch- und Schallplattenverlag Hermann Schulte, Wetzlar). So wurden auch Chöre unter der Leitung von unter anderem Klaus Heizmann oder Siegfried Fietz – allesamt von unterschiedlichster Sängerauswahl und eigener Stilrichtung – als HSW Studiochor bezeichnet. Die Studiochöre unter der Leitung von Margret Birkenfeld ihrerseits setzten sich zusammen aus bekannten christlichen Interpreten wie Doris Loh, Ria Deppert, Martin Gerhard, Ulrich Brück oder Wilfried Mann sowie ausgewählten Sängern aus ihren nicht projektabhängigen Formationen wie dem Wetzlarer Evangeliumschor sowie später dem Wetzlarer Jugendchor. Aufgrund der undifferenzierten sowie im späteren Verlauf erneut wechselnden Bezeichnung des Chores – unter anderem aufgrund Umfirmierung des übergeordneten Hauses – wird der Chor heute rückwirkend und in Anlehnung an die restlichen Chöre Margret Birkenfelds vereinheitlicht als Wetzlarer Studiochor bezeichnet.
In seinen Anfängen trat der Wetzlarer Studiochor zunächst mitwirkend auf zahlreichen Veröffentlichungen christlicher Künstler – so unter anderem mit dem Gesangsduo Elsa & Ernst August Eicker oder Solisten wie Doris Loh, Heinz Bösche, Heinz Gregel und Wilfried Mann – in Erscheinung. In den 1970er Jahren trat er auf vereinzelten Konzeptproduktionen von Margret Birkenfeld wie 1972 beim Weihnachtsalbum Machet die Tore weit neben dem Wetzlarer Kinderchor und dem Wetzlarer Evangeliumschor bereits mit vier eigenen Titeln als eigenständiger Interpret auf. 1982 veröffentlichte der Chor mit Singt und spielt schließlich sein erstes vollwertiges eigenes Konzeptalbum mit Gitarrenchorliedern. 1983 folgte das verkaufszahlenmäßig erfolgreichste Album des Chores unter dem Titel Stern, auf den ich schaue. 1987 für die CD-Veröffentlichung um sechs frühere Aufnahmen expandiert, gehört das Konzeptalbum mit Evangeliumsliedern bis heute zu den beliebtesten Musikproduktionen des Verlags schlechthin und wird in dieser Version seit Jahrzehnten kontinuierlich wieder neu aufgelegt. 1984 erschien Wach auf, mein Herz, und singe mit Morgen- und Abendliedern. 1985 veröffentlichte der Chor ein zweites Konzeptalbum mit Gitarrenchorliedern unter dem Titel Gott wird dich tragen; ebenso ein zweites Album mit Evangeliumsliedern unter dem Titel Näher, mein Gott, zu dir. 1986 erschien das Weihnachtsalbum Siehe, ich verkündige euch große Freude. Im gleichen Jahr übernahm Jochen Rieger die Leitung der Musikabteilung im nunmehr zu Schulte & Gerth umfirmierten Verlag und wurde damit offiziell der neue Leiter des Chores. Unter Margret Birkenfeld erschienen noch 1987 das Album Welch ein Freund ist unser Jesus und 1989 in Zusammenarbeit mit dem Wetzlarer Jugendchor das Abschiedsalbum beider Chöre von ihrer Gründerin und langjährigen Leiterin unter dem Titel Wer nur den lieben Gott lässt walten.
Unter Jochen Rieger veränderte sich der Chor vor allem durch Verschmelzung mit dem ebenfalls von Margret Birkenfeld übernommenen Wetzlarer Jugendchor zu einem wesentlich jugendlicherem Chorklang hin und wurde als Schulte & Gerth Studiochor zu einer der wichtigsten Figuren der späten Jugendchorbewegung.
Unter dem Titel Rückblick 6: Margret Birkenfeld und der Wetzlarer Studiochor widmete Gerth Medien 2003 die sechste Folge seiner Nostalgie-Reihe seinem alten Studiochor. Die Zusammenstellung wurde von der Chorleiterin selbst ausgewählt.

## Prominente Chormitglieder
Folgende bekannte Sänger der christlichen Musikszene wirkten teilweise mehrfach im Wetzlarer Studiochor mit:
| - Doris Loh – Sopran - Ria Deppert – Sopran - Christa Haag – Sopran - Karin Grober – Sopran - Helga Becker – Mezzosopran - Brigitte Herbster – Alt | - Ulrich Brück – Tenor - Lothar von Seltmann – Tenor - Georg Hormann – Tenor - Martin Gerhard – Bariton - Yukio Imanaka – Bariton - Wilfried Mann – Bassbariton - Heinz Bösche – Bass |

## Diskografie

### Alben
| Jahr | Titel                                   | Untertitel              | Solisten                                                                                     |
| ---- | --------------------------------------- | ----------------------- | -------------------------------------------------------------------------------------------- |
| 1982 | Singt und spielt                        | Gitarrenlieder          | Doris Loh; Christa Haag; Helga Becker; Adelheid Baum; Brigitte Herbster; Lothar von Seltmann |
| 1983 | Stern, auf den ich schaue               | Evangeliumslieder       | Christa Haag; Brigitte Herbster; Yukio Imanaka                                               |
| 1984 | Wach auf, mein Herz, und singe          | Morgen- und Abendlieder | Doris Loh; Helga Becker; Lothar von Seltmann                                                 |
| 1985 | Näher, mein Gott, zu dir                | Evangeliumslieder       | Karin Grober; Georg Hormann                                                                  |
| 1985 | Gott wird dich tragen                   | Gitarrenlieder          | Doris Loh; Christa Haag; Wilfried Mann                                                       |
| 1986 | Siehe, ich verkündige euch große Freude | Weihnachtslieder        | Annette Kriese; Doris Loh; Martin Gerhard; Wilfried Mann                                     |
| 1987 | Welch ein Freund ist unser Jesus        | Evangeliumslieder       | Helga Becker; Brigitte Herbster; Wilfried Mann                                               |

### Kollaboration
| Jahr | Titel                                | Kollaborateure                             | Solisten                 |
| ---- | ------------------------------------ | ------------------------------------------ | ------------------------ |
| 1988 | Wer nur den lieben Gott lässt walten | Wetzlarer Studiochor; Wetzlarer Jugendchor | Doris Loh, Wilfried Mann |

### Mitwirkung
| Jahr | Titel                           | Mitwirkende |
| ---- | ------------------------------- | --- |
| 1972 | Machet die Tore weit            | Christiane, Doris Loh, Ria Deppert, Martin Gerhard, Heinz Bösche, Wetzlarer Kinderchor, Wetzlarer Evangeliumschor, Wetzlarer Studiochor     |
| 1973 | Mein Leben war ein einzig Jagen | Henner Gladen, Wetzlarer Studiochor, Wetzlarer Evangeliumschor                                                                              |
| 1973 | Und fragst du die Wolken        | Ria Deppert; Theo Eckart; Angelika Nothe-Schupp; Eschenauer Terzett; Wetzlarer Mädchenchor; Wetzlarer Studiochor, Wetzlarer Evangeliumschor |
| 1981 | Gott ist gegenwärtig            | Doris Loh, Christa Haag, Wilfried Mann, Wetzlarer Jugendchor, Wetzlarer Studiochor                                                          |

### Gast
| Jahr | Titel                          | Künstler                     |
| ---- | ------------------------------ | ---------------------------- |
| 1969 | Christiane                     | Christiane                   |
| 1971 | Sicher in Jesu Armen           | Doris Loh                    |
| 1976 | Geh mit Jesus durch dein Leben | Christel Menzel-Schrebkowski |
| 1976 | Was willst du mehr?            | Doris Loh                    |
| 1983 | Stark ist meines Jesu Hand     | Wilfried Mann                |
| 1986 | Bleibend ist deine Treu        | Georg Hormann                |
| 1986 | Herr, bleib bei mir            | Wilfried Mann                |
| 1986 | Ein Lied für den Tag           | Doris Loh                    |

### Kompilationen Sonderausgaben
Ausschließlich Kompilationen mit dem Wetzlarer Studiochor oder mit ihm assoziierten Projekten als ausdrücklichen Subjekt der Zusammenstellung sind berücksichtigt.
| Jahr | Titel                                                        | Anmerkung |
| ---- | ------------------------------------------------------------ | --- |
| 1987 | Stern, auf den ich schaue                                    | Sonderausgabe von Stern, auf den ich schaue, 1983, um Titel in Zweitverwertung aus Alben anderer Künstler wie Groß ist dein Name, Angst ohne Ausweg, Du meine Seele, singe erweitert                                                                                             |
| 2003 | Rückblick 6: Margret Birkenfeld und der Wetzlarer Studiochor | Zusammenstellung aus den Alben Stern, auf den ich schaue, 1983, Wach auf, mein Herz, und singe, 1984, Näher, mein Gott, zu dir, 1985, Welch ein Freund ist unser Jesus, 1986 und dem Kollaborationsalbum mit dem Wetzlarer Jugendchor Wer nur den lieben Gott lässt walten, 1989 |
| 2007 | Seliges Wissen, Jesus ist mein                               | Zusammenstellung aus den Alben Näher, mein Gott, zu dir, 1985 und Welch ein Freund ist unser Jesus, 1986 |